# 中共中央直属机关工作委员会
中共中央直属机关工作委员会（简称中央直属机关工委、中直机关工委、中直工委），是已被合并、不再保留的中国共产党中央委员会的派出机构，领导中央直属机关党的工作，职责被中共中央和国家机关工作委员会所整合。

## 沿革
1927年，在《中国共产党第三次修正章程》决议案中，首次在党章中明确在机关内建立党的基层组织。1928年，按照中共六大精神，中央各工作部门逐渐恢复并健全，随之成立了中共中央直属支部，这是中国共产党历史上第一个机关党组织，也是第一个中央直属机关基层党组织。当时中央机关驻上海，由邓颖超任中共中央直属支部书记。此后，中央直属机关基层党组织不断发展。1941年，随着中国共产党的发展、抗日根据地的建立，党和政府领导机关均建立了党组织，中共中央政治局乃在1941年7月1日通过《关于增强党性的决定》，“决定从中央委员以至每个党部的负责领导者，都必须参加支部组织，过一定的党的组织生活，虚心听取党员群众对于自己的批评，增强自己党性的锻炼。”1945年，中共七大党章对机关党的基层组织建设作了规定，在中国共产党的历史上首次明确规定各级党政机关都要设立机关基层党组织。
1948年5月23日，《中央办公厅关于撤销中央工委和中央后委、调整中央及军委各部门负责人的通知》发出，称经中共中央书记处决定，“以杨尚昆同志兼中央直属党委书记，曾三同志、夏之栩同志为副书记”。1948年6月13日，中共中央直属机关委员会成立，设常务委员4名，中直各机关党总支书记为委员，并召开第一次联席会议。
1950年2月，中共中央决定，改变过去中共中央和中央军委直属机关统一建立中军直机关党委的体制，组建新的中共中央直属机关委员会（简称中直机关党委），直接领导中共中央各直属机关以及各人民团体的全国机关的党的工作，任命中共中央办公厅主任杨尚昆兼任中直机关党委（临时）书记。中直机关临时党委初建时，仅设一个书记，不设副书记，党委机关仅设一个综合性的办公室承办日常工作。1951年9月，中共中央直属机关第一次代表大会，正式选举中直机关第一届党委，杨尚昆任书记，曾三、邓典桃为副书记。此后，在第二、第三、第四、第五、第六次中直党的代表大会上，杨尚昆均当选为中直机关党委书记（按照中共八大党章规定，第六届中直机关党委设书记处，杨尚昆任党委第一书记），一直任至1961年11月。
1957年，在整风反右运动中，中共中央办公厅秘书室群众戚本禹、林克等人对该室负责人何载（同时兼任中南海党总支书记）进行揭发批判。当时中共中央办公厅不设一级党委，由中直机关党委直接领导中共中央办公厅各局党委和中南海党总支。中直机关党委根据群众揭发的材料及当时运动的情况，对何载的问题提出“问题严重，内部性质，批深批透，治病救人”的方针，发动群众继续揭批。1957年9月，杨尚昆与田家英商定调中共中央办公厅“后楼”干部王刚到秘书室主持日常工作。1957年12月，秘书室原负责人何载下放劳动。1958年春，围绕何载的问题是属于人民内部矛盾还是敌我矛盾，是否应划为右派分子问题发生争论。1958年4月14日，王刚代表秘书室党政领导在秘书室全室大会上宣布原负责人何载属于人民内部矛盾，引起一部分人不满。有人将秘书室批判何载的情况反映到毛泽东处，毛泽东指责中直机关党委“扶右反左、插黑旗”，并责令立即查处。由此该事件被称为“黑旗事件”。随后，连日在中南海春耦斋举行有中共中央办公厅各单位十七级以上干部旁听的揭批大会。会议结束后，何载被定为右派分子，开除党籍，降6级工资，下放劳动；王刚及中直机关党委书记处书记曾三、刘华峰、中南海总支书记李东冶等许多干部受到党纪处分。中直机关党委第一书记杨尚昆受到批评。因受“黑旗事件”影响，杨尚昆、曾三、刘华峰均未参加第七届中直机关党委。中直机关党委也因为“黑旗事件”而不再受毛泽东信任，工作很困难。“黑旗事件”以后，杨尚昆虽不再兼任中直机关党委书记，但作为中共中央书记处候补书记仍指导中直机关党委和中央国家机关党委的工作。毛泽东对此日益担心，后来甚至怀疑中直机关党委包庇了一批坏人。1965年9月，经中央同意，中共中央直属机关委员会被撤销。
不久，“文化大革命”爆发，原中直机关党委的干部绝大多数被编入中共中央办公厅的“学习班”参加“斗批改”，揭批杨尚昆，后又下放到中共中央办公厅五七干校劳动改造。
中共十一届三中全会后，中央决定恢复中直机关党委。1979年8月17日，《中共中央办公厅关于中央直属机关领导体制问题的通知》发出，内称“中共中央办公厅和中共中央组织部关于中央直属机关建立部务会议和部长办公会议制度，实行集体领导，不再成立部党委，另在部内选举产生机关党委，管理本机关党的日常工作的报告，已经中央政治局常委批准，现转发给你们。请党中央各部委和各人民团体党组照此执行。”该《通知》转发的中共中央办公厅的报告称，“关于恢复中央直属机关党委统管中直系统党务工作的问题，中央组织部已提出，中央调查部也有此建议。我们意见，拟分两步进行：第一步，中央直属各部先选举产生机关党委；第二步，大体到今年下半年或明年上半年，在各部组成机关党委以后，再着手选举产生中央直属机关党委。”
1979年，中央批准恢复中共中央直属机关委员会（起初为中共中央直属机关临时委员会）。1980年初，中直机关党代表会议召开，这是“文革”后第一次中直机关党代表会议，会议由中共中央办公厅主任姚依林主持，主题是学习贯彻邓小平关于“坚持党的领导，改善党的领导”的讲话。会上，中共中央书记处研究室的四位代表（研究室副主任梅行、研究室机关党委书记丁树奇、研究室室务委员郝盛琦、研究室工作人员杨明）做了个书面发言，对当时中南海内正在大搞土木工程之事（即“五一九”工程）作了批评，点名指责汪东兴“为自己盖的特别高级的住宅，为自己所管的部分单位和干部盖的造价很高的办公楼、礼堂和宿舍。”后来，这些新盖的“特别高级的住宅”未按原计划供个人使用，而是用作中央集体办公用房。
1980年2月9日，中共中央办公厅第一副主任冯文彬在中直机关党代表会议上代表中央为原中直机关党委平反，宣布：“原中直党委多年来执行的路线是正确的，中直党委逐步形成的一套工作制度、工作方法、工作作风都是好的，中直党委的领导成员和机关党委干部的绝大多数是好的和比较好的，他们做了大量工作，虽有缺点和错误，但成绩是主要的。在‘文化大革命’初期，林彪、康生、江青等人诬蔑中直党委是‘烂摊子’，‘做了许多坏事’，纯属诬蔑不实之词，应予彻底平反，恢复名誉。”
1981年10月7日至14日，中直机关临时党委召开党代表大会，会议传达、学习、贯彻胡耀邦关于“中央机关（也叫首脑机关）必须做全国表率”的讲话，会议的工作报告为《中直机关要做全国的表率》，号召中直系统全体同志开展“双先”（争做先进集体和先进工作者）活动。
1982年，正式成立中共中央直属机关委员会（简称中直机关党委）、中共中央国家机关委员会（简称中央国家机关党委）。但两个党委在机关主持工作的副书记和委员加在一起不够党章要求的半数，很难召开党代会。为进一步理顺工作职能，提高工作效率，充分发挥机关党组织的作用，中央决定将这两个党委改成派出机构。这也是落实中央要求的责、权、利结合，管人、管事相结合，让管事的人有发言权、有决策权。
1988年2月13日，中共中央就批转《中共中央组织部、中共中央直属机关委员会、中共中央国家机关委员会关于加强和改进中央党政机关党的工作的意见》发出通知（3号文件），决定将中共中央直属机关委员会和中共中央国家机关委员会分别改为中共中央直属机关工作委员会和中央国家机关工作委员会，作为中共中央的派出机构，分别领导中共中央直属机关和中央国家机关党的工作。中央批转到各省、自治区、直辖市，一直到县，将机关基层党组织统一改为“机关工委”，作为地方各级党委的派出机构。1988年2月28日，根据中共中央决定，中共中央直属机关委员会改为中共中央直属机关工作委员会（简称中直机关工委）。
1998年3月30日，中共中央印发《中国共产党党和国家机关基层组织工作条例》。
2018年3月中共中央印发的《深化党和国家机构改革方案》称，“组建中央和国家机关工作委员会。为加强中央和国家机关党的建设，落实全面从严治党要求，深入推进党的建设新的伟大工程，统一部署中央和国家机关党建工作，整合资源、形成合力，将中央直属机关工作委员会和中央国家机关工作委员会的职责整合，组建中央和国家机关工作委员会，作为党中央派出机构。”“不再保留中央直属机关工作委员会、中央国家机关工作委员会。”

## 职责
根据《中共中央直属机关工作委员会主要职责及内设机构》（中央办公厅字〔2000〕35号），中共中央直属机关工作委员会是中共中央的派出机构，领导中央直属机关党的工作。
1. 负责制订中央直属机关党的建设的规划，领导中央直属机关党的工作。
2. 指导中央直属机关各级党组织和广大党员学习马克思列宁主义、毛泽东思想、邓小平理论和“三个代表”重要思想。
3. 指导中央直属机关各级党组织做好党员群众的思想政治工作。
4. 指导中央直属机关各级党组织加强党的组织建设，做好对党员的管理和党内法规教育工作。
5. 协同中央有关部门指导、规划、协调、监督、检查中央直属机关的干部教育和培训工作。
6. 指导中央直属机关各级党组织加强党风和廉政建设，实施对党员特别是党员领导干部的监督，及时向中央反映中央直属机关部、委、办、局领导班子、领导干部的情况。
7. 审批中央直属机关各机关党委和机关纪委领导班子的组成及书记、副书记的职务任免。
8. 领导中央直属机关纪律检查工作委员会的工作。审议中央直属机关部级党员干部的党纪处分，审批中央直属机关局级党员干部撤销党内职务以上的党纪处分。
9. 领导中央直属机关工会联合会、共青团中央直属机关工作委员会和中央直属机关妇女工作委员会等群众组织的工作。审批中央直属机关工会联合会领导班子的组成及主席、副主席的职务任免，中央直属机关团工委领导班子的组成及书记、副书记的职务任免和中央直属机关妇工委领导班子的组成及主任、副主任的职务任免等。
10. 负责综合指导中央直属机关精神文明建设工作。
11. 协助有关部门协调中央直属机关各单位做好老龄工作。
12. 完成党中央交办的其他任务[16][17]。

党的关系隶属中央直属机关工委管理的部门和单位有：
- 中央纪委
- 全国政协办公厅
- 中央组织部
- 中央宣传部
- 中央统战部
- 中央对外联络部
- 中央政法委
- 中央网信办
- 中央台办
- 中央编委办公室
- 中央党校
- 人民日报社
- 中央文献研究室
- 中央党史研究室
- 求是杂志社
- 全国总工会
- 共青团中央
- 全国妇联
- 中国文联
- 中国作协
- 中国科协
- 中国侨联
- 新闻出版广电总局
- 新华社
- 光明日报社
- 经济日报社
- 中国日报社
- 中央编译局
- 中国外文局
- 中国法学会
- 中国记协
- 全国台联
- 中国出版集团
- 中共中央直属机关工作委员会

## 机构设置
中央纪委派出机构
- 中共中央直属机关纪律检查工作委员会（副部级）（简称中央直属机关纪工委）
  - 办公室（副局级）
  - 党风教育室（副局级）
  - 纪律检查室（副局级）
  - 案件审理室（副局级）[19]

内设机构
- 办公室
- 研究室
- 组织部
- 宣传部
- 群众工作部
- 协会党建部（中直机关协会工作局）
- 中直团工委[19]

机关党委
- 中央直属机关工委机关党委[19]

事业单位
- 中央直属机关党校（中共中央党校中央直属机关分校、中共中央直属机关工作委员会干部教育办公室）
- 《中直党建》杂志社
- 机关服务中心[19]

## 历任领导
书记
- 杨尚昆（1948年6月－1961年11月）（1948年5月23日至1950年2月任中共中央直属机关委员会书记，1950年2月至1951年9月任中共中央直属机关委员会（临时）书记，1951年9月起任中共中央直属机关委员会书记，1956年起任中共中央直属机关委员会第一书记）
- 侯维煜（1961年11月－1965年9月）（中共中央直属机关委员会第一书记）
- 冯文彬（1980年5月－1985年5月）（1980年5月－1982年6月任中共中央直属机关临时委员会第一书记，此后任中共中央直属机关委员会书记）
- 王兆国（1985年5月－1987年8月）（中共中央直属机关委员会书记）
- 温家宝（1987年8月－1993年3月）（1987年8月－1988年2月任中共中央直属机关委员会书记）[20]
- 曾庆红（1993年3月－1999年3月）[21]
- 王刚（1999年3月－2007年9月）[22][23]
- 令计划（2008年－2012年10月）[24][25]
- 栗战书（2012年10月－2017年10月）[26][27]
- 丁薛祥（2017年10月－2018年3月）

副书记
- 曾三（1948年6月－1950年2月；1951年5月－1961年11月）
- 夏之栩（1948年6月－1950年2月）
- 邓典桃（1951年5月－1956年8月；1957年12月－1965年9月）
- 栗再温（1952年7月－1955年5月）
- 荣高棠（1952年7月－1953年11月）
- 侯维煜（1953年11月－1961年11月）
- 罗毅（1956年8月－1961年11月）
- 李之琏（1956年8月－1957年12月）
- 安建平（1956年8月－1957年12月）
- 戚元德（1956年8月－1961年11月）
- 刘华峰（1956年8月－1961年11月；1980年4月－1986年8月）
- 刘火（1956年8月－1965年9月；1980年4月－1982年4月；1982年6月－1986年8月，常务副书记）
- 陈野苹（1961年11月－1965年7月）
- 王涛江（1961年11月－1965年9月）
- 向明华（1961年11月－1965年9月）
- 李鉴（1961年11月－1965年9月）
- 彭达彰（1980年4月－1980年7月）
- 高登榜（1980年4月－1982年4月）
- 刘新权（1980年4月－1982年4月）
- 李望淮（1980年4月－1982年4月）
- 郁文（1982年6月－1986年8月）
- 冯岭安（1985年2月－1986年8月）
- 赵宗鼐（1986年4月－1988年1月，常务副书记）
- 顾云飞（1988年3月－1997年8月，常务副书记）
- 李岩（1986年8月－1993年12月）
- 王景茂（1990年4月－1997年9月）
- 李登柱（1993年12月－1997年5月）
- 尹克升（1997年2月－1998年4月，常务副书记）
- 贾祥（1997年5月－2002年11月）
- 武连元（1997年8月－2002年8月，常务副书记）（正部长级）
- 伍绍祖（2000年5月－2002年8月；2002年8月－2004年7月，常务副书记）（正部长级）[28]
- 吴毓萍（2002年2月－2011年10月）[29]
- 何虎林（2003年3月－2006年8月）
- 陈希明（2003年3月－2006年8月）
- 孙晓群（2004年7月－2009年9月，常务副书记）（正部长级）[30]
- 赵凯（2004年7月－2013年6月）[31]
- 杨金永（2006年6月－2014年6月）[32]
- 孙淦（2006年12月－2009年9月；2009年9月－2012年4月，常务副书记）（正部长级）[33][30]
- 孟学农（2010年1月－2012年3月；2012年3月－2013年1月，常务副书记）（正部长级）[34][35]
- 周福启（2011年10月－2016年12月）[29]
- 张建平（2013年1月－2017年4月，常务副书记）（正部长级）[36]
- 李勇（2013年6月－2018年3月）[37]
- 王秀峰（2014年6月－2018年3月）[38]
- 段余应（2015年6月－2018年3月）[39]
- 侯凯（2016年12月－2018年3月）[40]
- 孟祥锋（2017年4月－2018年3月，常务副书记）（正部长级）[36]